# Christus König (Oer-Erkenschwick)
Die Kirche Christus König ist ein römisch-katholisches Kirchengebäude in der nordrhein-westfälischen Stadt Oer-Erkenschwick, Kreis Recklinghausen. Sie gehört zur Pfarrei St. Josef im Dekanat Datteln des Bistums Münster.

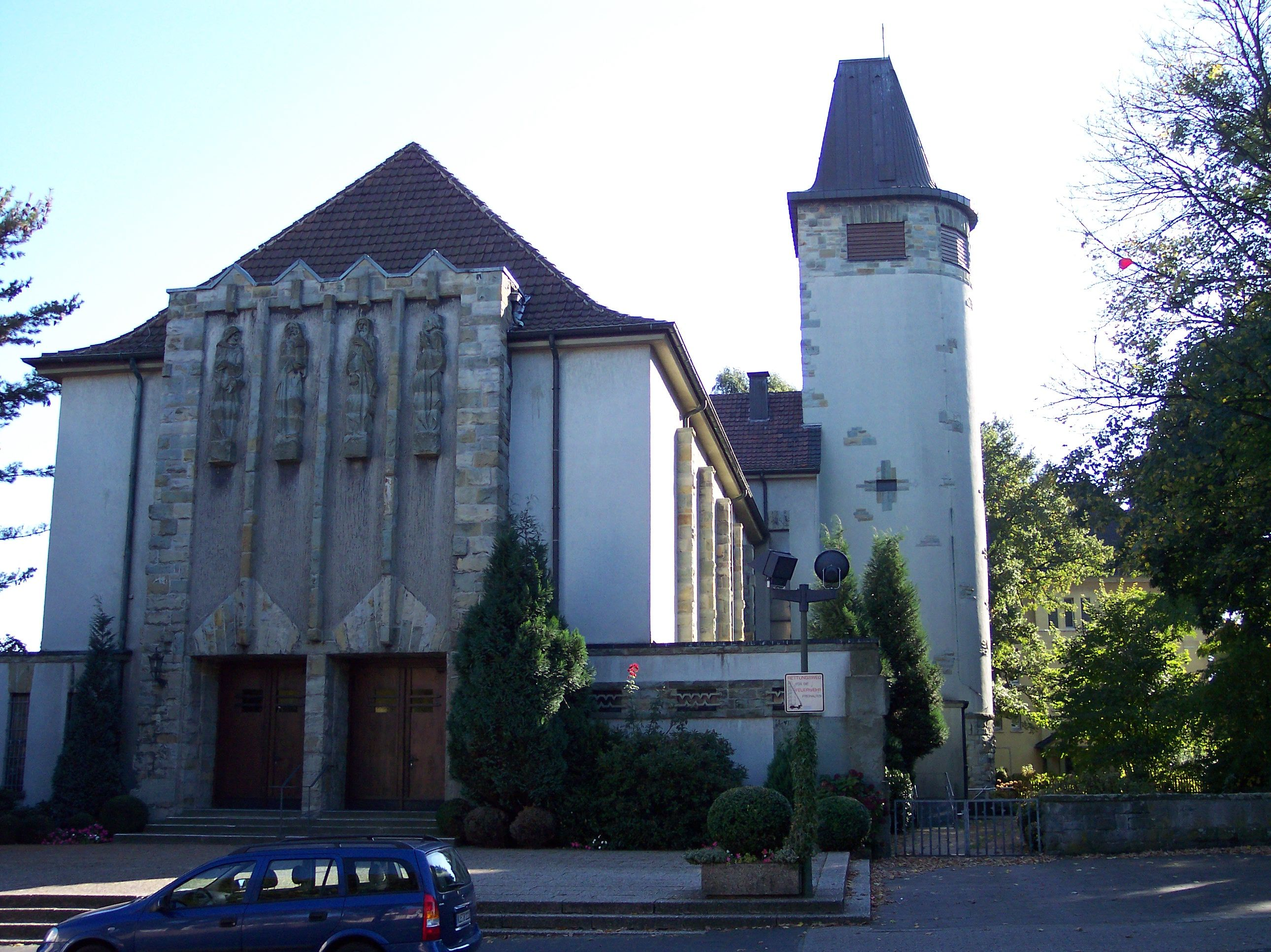
Oer-Erkenschwick, Kirche Christus König

## Beschreibung
Die Kirche wurde 1929 nach Plänen des Gelsenkirchener Architekten Josef Franke errichtet. Es ist ein klar gegliederter expressionistischer rechteckiger Kirchenbau mit verputzten Außenwänden, grünfarbenen Sandstein-Akzenten und einem Walmdach. Besonders charakteristisch sind der Kirchturm, der sich seitlich im Südwesten am Hauptbau befindet und dessen Westseite halbkreisförmig abgerundet ist, und die vorspringende Eingangsfassade aus Naturstein mit einem Doppelportal und den darüber angebrachten expressionistischen überlebensgroßen Statuen der  vier Evangelisten.
Im Inneren befinden sich unter anderem eine hölzerne Pietà von Franz Guntermann und eine Keramik-Skulptur von Hans Dinnendahl, die eine Madonna mit Jesuskind zeigt, beides Werke der frühen Moderne. Die großenteils ornamental ausgeführten Kirchenfenster schuf Wilhelm Schmitz-Steinkrüger um 1947.
Die Kirche wurde am 25. Januar 1984 als Nr. 1 aufgenommen in die Denkmalliste der Stadt Oer-Erkenschwick.
Glocken
Im Kirchturm hängen vier Eisenhartgussglocken, die 1920 von der Glockengießerei J. F. Weule aus Bockenem gegossen worden waren.
| Nr. | Gewicht | Durchmesser | Schlagton |
| --- | ------- | ----------- | --------- |
| 1   | 3100 kg | 192 cm      | cis′      |
| 2   | 1860 kg | 162 cm      | e′        |
| 3   | 1210 kg | 142 cm      | fis′      |
| 4   | 0800 kg | 123 cm      | gis′      |

## Nachweise
1. ↑  Forschungsstelle Glasmalerei des 20. Jh. e.V.: Oer-Erkenschwick, Kath. Kirche Christus König; hier ist auch ein Grundriss der Kirche abgebildet.
2. ↑  youtube.com: Die 4 Glocken der Christus König Kirche in Oer Erkenschwick

Koordinaten: 51° 38′ 55,7″ N, 7° 15′ 17,2″ O